# Warszawska Brygada Obrony Narodowej

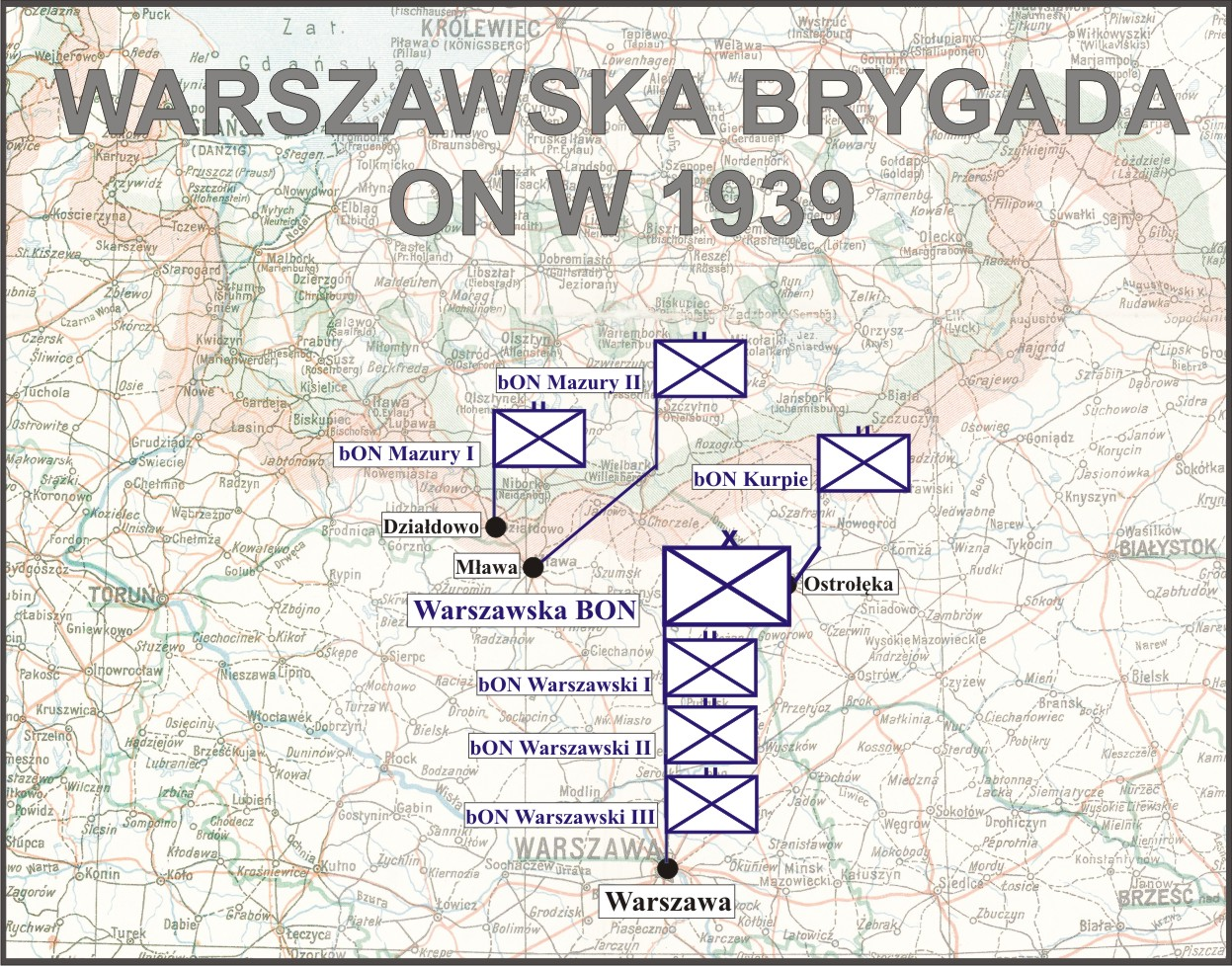
Warszawska Brygada ON

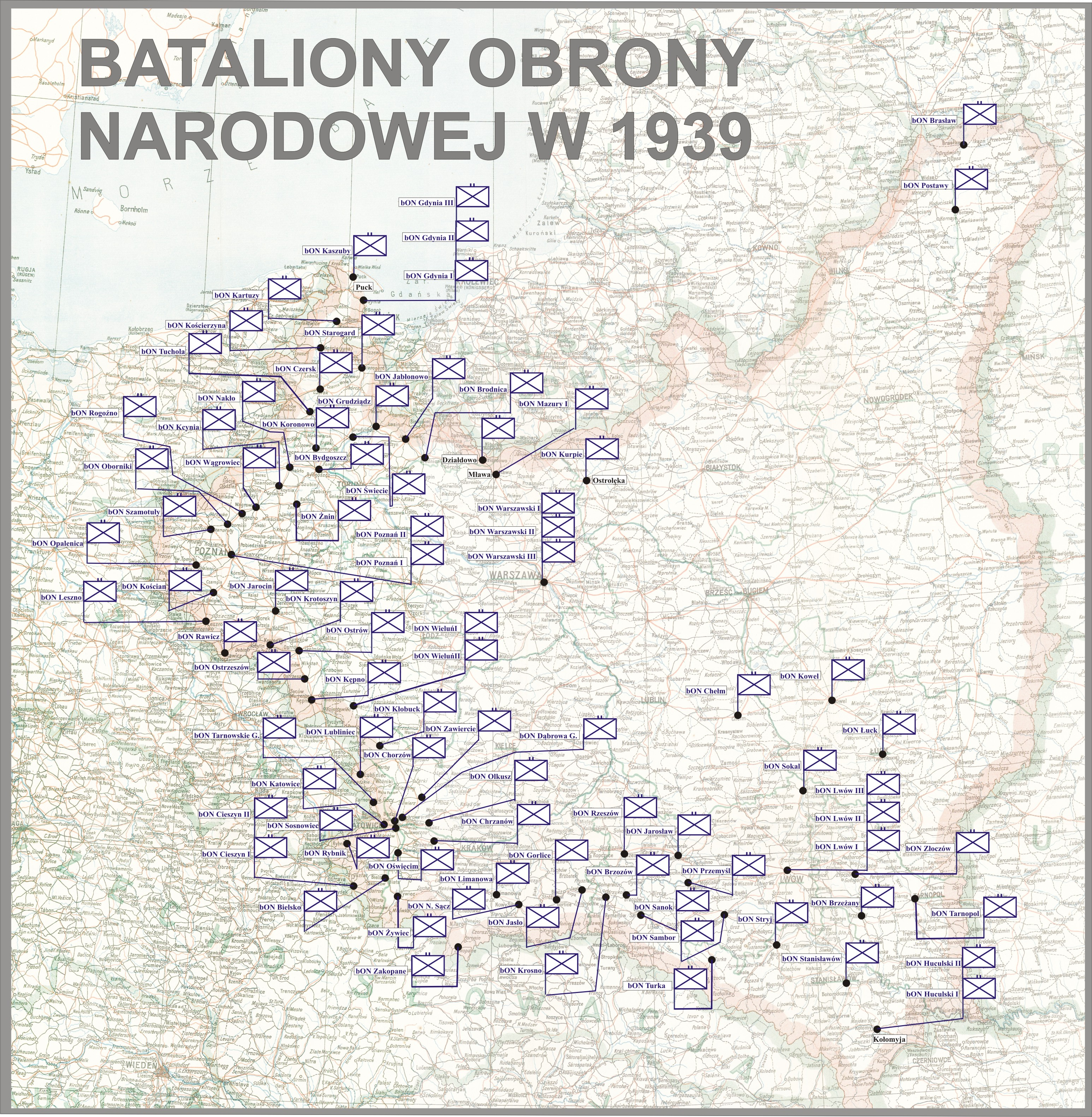
Obrona Narodowa w 1939

Warszawska Brygada Obrony Narodowej – brygada Obrony Narodowej Wojska Polskiego II Rzeczypospolitej.
Dowództwo brygady stacjonowało w  Warszawie.

## Działania w kampanii wrześniowej
25 sierpnia 1939 roku z Dworca Gdańskiego w Warszawie oddziały wyruszyły jako załogi bezpieczeństwa, które poza linią obrony Armii „Modlin” obsadziły przyczółki mostowe: Zegrze, Płock, Pułtusk i Wyszogród.
Zadaniem brygady było zorganizowanie obrony na przyczółkach i przygotowanie niszczeń na przedpolu.
Ze składu brygady utworzono samodzielne zgrupowania:
- zgrupowanie „Zegrze” pułkownika dyplomowanego Józefa Sas-Hoszowskiego z II Warszawskim batalionem ON,
- zgrupowanie „Płock” podpułkownika Zygmunta Marszewskiego z I Warszawskim batalionem ON,
- zgrupowanie „Pułtusk” majora Kazimierza Mazura z III Warszawskim batalionem ON,
- przedmoście „Wyszogród” – 1 kompania I Warszawskiego batalionu ON pod dowództwem kapitana Henryka Kuźmińskiego,

a pozostałe pododdziały podporządkowano dowódcom wielkich jednostek:
- I Mazurski batalion ON – dowódcy Nowogródzkiej BK,
- II Mazurski – dowódcy 20 DP,
- Kurpiowski batalion ON – dowódcy 18 DP.

## Struktura organizacyjna i obsada personalna w 1939 roku
- Dowództwo Warszawskiej Brygady ON
  - dowódca – płk dypl. Józef Sas-Hoszowski
  - szef sztabu – kpt. Wacław Jastrzębski
  - oficer sztabu – kpt. Henryk Sztrumpf
- I Warszawski batalion ON – mjr Franciszek Żebrowski
- II Warszawski batalion ON – mjr Bronisław Surewicz
- III Warszawski batalion ON – kpt Stanisław Gustowski
- I Mazurski batalion ON – kpt. Kazimierz Mordzewski
- II Mazurski Batalion ON – kpt. Józef Stanisław Kiernożycki
- Kurpiowski batalion ON – kpt. Kazimierz Nowicki
- kompania kolarzy